# Siódmy krzyż (film)
Siódmy krzyż  (oryg. The Seventh Cross) – film z 1944 roku w reżyserii Freda Zinnemanna. Film nakręcono na kanwie książki niemieckiej pisarki Anny Seghers, pod tym samym tytułem.

## Obsada
- Spencer Tracy – George Heisler
- Hume Cronyn – Paul Roeder
- Signe Hasso – Toni
- Jessica Tandy – Liesel Roeder
- Agnes Moorehead – Pani Marelli
- Herbert Rudley – Franz Marnet
- Felix Bressart – Poldi Schlamm
- Alexander Granach – Zillich
- Ray Collins – Wallau

## Nagrody i nominacje
17. ceremonia wręczenia Oscarów
- Najlepszy aktor drugoplanowy - Hume Cronyn (nominacja)